# Otus sulaensis
El autillo de Sula (Otus sulaensis) es una especie de ave strigiforme de la familia Strigidae endémica de las islas Sula. Es considerada una subespecie del autillo de Célebes (O. manadensis) o del autillo moluqueño (O. magicus) por algunas autoridades, pero tratada como especie distinta por otras.

## Distribución
Se distribuye en las islas indonesias de Taliabu, Mangole y Sanana en el archipiélago de las Sula.